# Lions Clubs International
Lions Clubs International (рус. «Лайонс клаб интернэшнл», дословно — «Клубы львов») — международная неправительственная нерелигиозная организация, объединяющая сервисные клубы по всему миру. Организация насчитывает более 1,4 миллионов человек и 49 000 клубов и является крупнейшей сервисной организацией в мире. Штаб-квартира находится в Оак-Бруке, Иллинойс, США.

## Задачи Lions Clubs International
Создавать и укреплять взаимопонимание между народами. Распространять принципы справедливого руководства и гражданственности. Уделять повышенное внимание гражданскому, культурному, социальному и моральному состоянию общины. Объединять клубы на основе чувства дружбы, товарищества и взаимопонимания. Проводить свободное обсуждение всех актуальных проблем общественной жизни за исключением вопросов партийной политики и религии. Поощрять добровольную работу на благо общины, способствовать распространению высоких этических стандартов в коммерции, на производстве, в общественной работе и предпринимательстве.

## История
Вы не уйдёте далеко, пока не начнете делать что-нибудь для кого-то еще.Мелвин Джонс
«Международная Ассоциация Лайонз-клубов» (The International Association of Lions Clubs) родилась в 1917 году в Чикаго (США) благодаря Мелвину Джонсу, президенту одной из страховых компаний (именно он придумал «белую трость» для слепых, которой сегодня пользуются во всех странах мира).
7 июня 1917 года именно ему удалось убедить своих коллег по деловому клубу объединиться с другими независимыми клубами с целью создания общенациональной организации, которая ставила бы своей задачей не только развитие деловой и общественной деятельности, но и совершенствование всего общества в целом.
В настоящее время Ассоциация является благотворительной организацией, лозунг которой — «We serve» («Мы служим»). Главная задача Lions-клубов — служение людям. Программы помощи глухим, слепым, слабовидящим людям, одиноким и неимущим старикам, детям, столкнувшимся с нищетой и одиночеством, принятые еще при зарождении Lions-движения, остаются актуальными и по сей день. В мире работают больницы, дома престарелых, над которыми Lions-клубы взяли шефство или построили на собственные средства. С 1982 года Lions-клубы начали проводить акции против наркомании и алкоголизма, за физически и нравственно здоровый образ жизни. Все, кто болен, одинок, пострадал от стихийных бедствий или согнулся под ударами судьбы, словом, те, кому нужны забота и человеческое внимание, найдут у Lions-клубов помощь и поддержку.

## Направления деятельности
Видит пути решения многих социальных проблем в развитии благотворительного общественного движения по месту жительства тех людей, которые готовы развиваться, реализовывать себя с использованием международного партнёрства, координации деятельности и взаимопомощи на местном уровне, совместными усилиями добиваться значительных успехов. Не спорить, не конфликтовать, а наводить мосты сотрудничества с различными общественными, политическими, религиозными организациями, властными структурами в интересах всего общества.
Является одной из ведущих общественных организаций в мире, задачами которого является оказание социальной помощи лицам, попавшим в сложную жизненную ситуацию, а также лицам с ограниченными возможностями, проведение работы по формированию позитивных установок, соблюдению культуры поведения и укреплению семейных ценностей, профилактики насилия в семье и пропаганды здорового образа жизни.
Объединяет в своих рядах небезразличных людей, тех, кто сам готов приложить свои силы, использовать свои способности для того, чтобы помочь людям, сделать интереснее, ярче, осмысленнее свою жизнь и жизнь других людей.

## В России
- 1990 г. — создание первых двух Клубов в России, в Москве. Впервые делегация «московских Львов» приняла участие в Международном Конвенте в Австралии-Брисбен.
- 1993 г. — создание «Лайонз-дистрикта» в Москве.
- 1995 г. — первый в истории клуба Восточно-европейский семинар по лидерству в Москве.
- 2001 г. — официальное празднование десятилетия клуба в Москве.
- 2003 г. — в рядах Международной Ассоциации — 1.400.000 членов из 191 страны.
- 2005 г. — официальное празднование пятнадцатилетия клуба в Москве.

## Критика
Критики[какие] отмечают, что Lions Clubs International, являясь мощной организацией, охватившей большинство стран мира, имеет крайне расплывчатые цели и задачи.